# Реформи Тайка
Реформи Тайка (яп. 大化の改新, たいかのかいしん, тайка но кайсін, «оновлення Тайка») — наймасштабніші соціально-політичні перетворення в історії стародавньої Японії, що були проведені у 7—8 століттях під проводом принца Нака-но-Ое та його підлеглого Накатомі но Каматарі. Названі за девізом Імператорського правління «Тайка» — «великі перетворення».
Метою реформ була побудова в Японії централізованої монархічної держави на чолі з Імператором на основі примату закону і державної власності за зразком сусідньої китайської імперії династії Тан.
Поштовхом до реформ послужила ліквідація у 645 році диктатури аристократичного роду Соґа та приходу до влади опозиції, виразником якої став Імператор Котоку. В 646 році він видав укази про заміну приватної власності на землю і населення державною, про введення нового адміністративного поділу, про запровадження системи видачі державної землі для обробітку селянам, про впровадження уніфікованих податків і повинностей, впровадження системи сімейних та податкових реєстрів, а також загальновійськової повинності. У 701 році з прийняттям кодексу «законів Тайхо» в Японії було впроваджено чиновницьку бюрократичну систему східноазійського типу.
Реформи перетворили Японію на «правову державу», посилили позиції Імператора і зменшили роль родово-титулярної системи управління, сприяли появі нової придворної аристократії та заклали підвалини середньовічної японської державності.